# Emiliano Milone
Emiliano Milone (Arcola, 13 giugno 1976) è un allenatore di calcio ed ex calciatore italiano, di ruolo difensore.
Nel corso della sua carriera ha collezionato 87 presenze in serie B, tutte ottenute durante le stagioni con il Rimini.

## Carriera

### Giocatore
Comincia la sua carriera nelle giovanili della Sampdoria per poi passare al calcio professionistico nella stessa squadra genovese, nella stagione 1996-1997 agli ordini di mister Sven-Göran Eriksson, vestendo la maglia numero 23. Un gravissimo infortunio osteo-muscolare a tre giorni dall'inizio della stagione di Serie A lo porta a un lunghissimo recupero, al ritorno nella rosa della formazione Primavera e infine al trasferimento all'Ischia, militante nella Serie C1 1997-1998.
Un anno più tardi si trasferisce allo Spezia in Serie C2. Nella squadra della sua città, al primo anno gioca 24 partite, gran parte delle quali da titolare. Nel 1999-2000 il tecnico Andrea Mandorlini lo schiera molto meno, tanto che Milone gioca solo 8 partite in un'annata però dominata dagli aquilotti, che vincono ampiamente il loro girone chiudendo il torneo da imbattuti e centrando la promozione diretta.
Nell'estate 2000 passa al Catanzaro, restando così in Serie C2. Si impone nell'undici titolare sin da subito, ruolo che mantiene anche nelle stagioni successive. Con i giallorossi disputa due finali play-off, entrambe perse, nel 2000-2001 e nel 2002-2003; in quest'ultima annata il club viene comunque ripescato in C1 grazie al posto lasciato libero dalla promozione in B della Fiorentina. Nella stagione seguente contribuisce alla vittoria del girone B di Serie C1, che vale il ritorno dei calabresi in Serie B dopo 14 anni. Milone lascia la squadra al termine di quella stagione, dopo un'esperienza durata quattro anni.
Il difensore rimane infatti in Serie C1 con l'acquisto a titolo definitivo da parte del Rimini, società con cui firma inizialmente un contratto biennale. Con i biancorossi, allenati da Leonardo Acori, conquista subito la Serie C1 2004-2005 davanti ad Avellino e Napoli. Nel gennaio 2006 sottoscrive un rinnovo contrattuale fino al 30 giugno 2008. Pochi giorni più tardi, nella trasferta di Catanzaro, in uno scontro con il proprio portiere Maurizio Pugliesi si frattura le ossa nasali e la mascella, restando fuori causa per quattro mesi. Milone inizia anche l'annata 2006-2007 giocando titolare in buona parte delle partite del girone di andata, con il Rimini impegnato nella lotta per la promozione nonostante la presenza di squadre come Juventus, Napoli e Genoa. A fine gennaio, dopo la trasferta di Mantova, viene squalificato per quattro giornate in seguito a un'espulsione e a una gomitata a Godeas non ravvisata dall'arbitro. A febbraio termina anticipatamente la sua stagione dopo un intervento al ginocchio sinistro. Nel giugno 2008 firma un altro rinnovo, questa volta biennale. La sua parentesi in biancorosso termina tuttavia al termine della stagione 2008-2009, quando la squadra, a circa due anni dalla scomparsa del patron Vincenzo Bellavista, retrocede in Lega Pro dopo i play-out contro l'Ancona.
La sua carriera riprende dalle sue zone d'origine ovvero dallo Spezia, formazione al suo secondo anno di Lega Pro Seconda Divisione dopo la liquidazione della precedente società. Con i bianconeri ottiene la promozione, disputando 23 partite di campionato e quattro di play-off che sanciscono il salto di categoria. Nell'agosto 2010 si infortuna al ginocchio sinistro, episodio che lo costringe a non scendere mai in campo durante la stagione e lo porta a raggiungere un accordo con il club per la risoluzione contrattuale, ufficializzata il 16 marzo 2011.
Nel febbraio 2014 torna in attività accettando l'offerta del Real Valdivara, militante nel campionato di Eccellenza.

### Allenatore
Nell'estate 2013 entra a far parte dello staff tecnico delle giovanili dello Spezia, lavorando con i ragazzi della categoria Giovanissimi al fianco di Andrea Mariano, incarico che Milone ricopre per le cinque stagioni successive.
Dall'ottobre 2019 guida la formazione Juniores del Don Bosco Spezia Calcio in cui militava anche suo figlio Gianluca.
Per la stagione 2023-2024 viene nominato capo allenatore del Riomaior 1965, squadra di Seconda Categoria con sede a Riomaggiore. A fine campionato centra la promozione in Prima Categoria, poi rinuncia alla guida tecnica per impegni lavorativi.
L'anno seguente torna allo Spezia per allenare la formazione dei classe 2014, nuovamente in coppia con Andrea Mariano.

## Palmarès

### Club

#### Competizioni nazionali
- Campionato italiano Serie C1: 2

Catanzaro: 2003-2004
Rimini: 2004-2005
- Supercoppa di Lega Serie C1: 1

Rimini: 2005